# Petrus Ekerman
Petrus Ekerman, född 1696 i Vadstena, död 1 oktober 1783 i Uppsala, var en svensk universitetslärare.
Ekerman blev filosofie magister i Uppsala 1722, docent i filosofi 1727 och adjunkt 1728. Han var eloquentiæ et poëseos professor (professor i vältalighet och poetik) i Uppsala 1737-1779.
Ekerman är än i dag omtalad för sitt överutnyttjande av den tidens utbildningsordning, att det var professorn som författade en students magisteravhandling, varefter studenten hade att försvara den. Professorn hade rätt att, som en del i sina löneinkomster, uppbära arvode för ett sådant författarskap. Ekerman satte detta i affärsmässigt system och författade mot betalning över 600 avhandlingar. För detta blev han kritiserad av sina kolleger. Hans agerande gjorde att han fick en ansenlig förmögenhet och kunde finansiera bygget av det hus som än idag kallas Ekermanska huset, invid domkyrkan och Gustavianum i Uppsala. Efter Ekermans död ärvdes Ekermanska huset av hans dotter Eva Ulrika Ekerman och hennes man, professorn Carl Aurivillius.
Ekerman gifte sig 1730 med Anna Törner, dotter till professorn Fabian Törner. Äktenskapet varade fram till hennes död 1750.